# Juffertje Janboel
Juffertje Janboel is een kort stripverhaal uit de reeks van Suske en Wiske. Het is geschreven door Peter Van Gucht en getekend door Luc Morjaeu.

## Locaties
Dit verhaal speelt zich af op de volgende locaties:
- het huis van tante Sidonia, café, magazijn, onbewoond gebied

## Personages
In dit verhaal komen de volgende personages voor:
- Suske, Wiske met Schanulleke, tante Sidonia, Lambik, barman, cafébezoekers, Stoffer, Blik, het Rotzooizwijn

## Uitvindingen
In dit verhaal komt de volgende uitvinding van professor Barabas voor:
- de teletijdmachine

## Het verhaal
Tante Sidonia ruimt de kamer van Wiske op, waarna Wiske op zoek gaat naar Schanulleke en de kamer net zo slordig is als voor de opruimactie. Er wordt aangebeld en tante Sidonia ziet een kist voor de deur staan met een spreuk erop. Ze stuurt Suske en Wiske om een boodschap en gooit alle rotzooi van Wiske in de kist. Tante Sidonia vindt Schanulleke onder Wiske's matras en gooit het popje ook in de kist. Tante Sidonia sleept de kist naar de achterkamer en vertelt Wiske dat ze haar spullen een week in beslag neemt. Lambik neemt tante Sidonia mee uit eten en als ze terugkomt, blijkt Wiske het hele huis overhoop gehaald te hebben. Tante Sidonia wordt woedend en stuurt Wiske naar haar kamer en gaat zelf slapen.
De volgende ochtend is het huis opgeruimd, maar Wiske heeft dit niet gedaan. Alle spullen die Wiske uit de kasten heeft gehaald, blijken verdwenen te zijn. De tv, het juwelenkistje en de laptop zijn niet meegenomen. Tante Sidonia wil Schanulleke teruggeven, maar de kist blijkt ook leeg te zijn. De vrienden vragen Lambik om hulp en hij komt met zijn legerspullen en bewaakt het huis. Hij valt in slaap en Suske en Wiske horen 's nachts stemmen. Ze ontdekken Stoffer en Blik, zij ruimen al zingend de legerspullen van Lambik op en ze duiken in de kist als ze merken dat ze gezien zijn. De kist is leeg, maar Suske ontdekt een luik met daaronder een trap. Suske en Wiske gaan naar beneden en ze vinden een klein deurtje.
In een enorm magazijn vol verloren voorwerpen zien ze de heilige graal en de rechtvaardige rechters. Alle spullen zijn gesorteerd en Wiske gaat naar de kabouters die haar vertellen dat het Rotzooizwijn hier de baas is. Hij eet alle spullen die zijn verzameld op en Wiske vraagt of ze Schanulleke terug mag. Het Rotzooizwijn zegt dan dat slordige mensen het niet verdienen om iets te bezitten en vraagt de kabouters om hulp. Zij vertellen dat de opdracht met de kist afgelegd moet worden om een verloren item terug te krijgen en Wiske daalt opnieuw een trap af. Ze komt in haar slaapkamer, die vol troep ligt, terecht en de deur verdwijnt. Wiske wordt dan geprikt door een wesp en wil om hulp bellen, maar kan in de rotzooi haar telefoon niet vinden.
Dan bevindt Wiske zich opeens in de badkamer en heeft geen last meer van de wespensteek, de kamer wordt alsmaar kleiner. Wiske wil ontsnappen, maar kan de sleutel niet vinden. Zij verstopt deze altijd om als eerste te kunnen douchen, maar vergeet zelf vaak waar ze hem verstopt heeft. Wiske vindt de sleutel net op tijd in haar eigen broekzak en komt in de woonkamer terecht. Ze ziet Schanulleke met een tijdbom rond haar lijfje en dan verschijnt het Rotzooizwijn op tv. Alleen met de juiste code, die op kanaal 2 zal verschijnen, kan de bom onschadelijk worden gemaakt.
Wiske zoekt de afstandsbediening, maar vindt die van de cd-speler, de airco, de radio, de dvd en een pc-game. Het Rotzoozwijn eet deze op en vertelt dan dat de afstandsbediening van de tv achter de stoel ligt. Wiske wil naar kanaal 2 zappen, maar merkt dan dat er geen batterijen aanwezig zijn. Deze heeft ze gebruikt voor de afstandsbediening van haar pc-game. Wiske wil Schanulleke redden, maar dan ontploft de bom. Wiske komt met een klap weer in het magazijn terecht en ze krijgt nog één kans om Schanulleke terug te krijgen. Stoffer en Blik komen met een doos vol Schanulleke's en Wiske moet de echte vinden. Suske wil Wiske helpen, maar de kabouters zijn sterker dan hij had verwacht.
Suske gooit de dozen met gesorteerde spullen leeg en de kabouters beginnen de spullen direct weer te sorteren. Wiske krijgt Schanulleke te pakken en het Rotzooivarken wil haar dan opeten. Suske gebruikt een verzameling kleingeld om het varken te verslaan en kan met Wiske de trap oprennen. Het lukt om het deksel te sluiten, voordat de kabouters weer in het huis van tante Sidonia terechtkomen. Suske sluit de kist af met een ketting en ze begroeten Lambik, die net weer wakker is geworden. De kinderen zwijgen over hun avontuur om niemand ongerust te maken en Wiske houdt haar kamer netjes opgeruimd. Suske flitst de kist stiekem weg met de teletijdmachine naar een plek waar geen rommel ligt.